# El Diario de Marka
El Diario de Marka, El Diario Marka o Marka el diario (que es el título exacto) fue un diario del Perú, de tendencia izquierdista, que se editó entre 1980 y 1984. Era de la misma empresa editora de la revista/semanario Marka.

## Historia
El historiador del periodismo peruano Juan Gargurevich señala que el título exacto de este periódico era Marka el diario, tal como se lee rectamente en el logo. Pero se popularizó la denominación de El Diario de Marka o El Diario Marka, para resaltar que era la continuación del semanario Marka en formato de diario o periódico.
El proyecto de un diario izquierdista surgió en 1978 de parte de la Editora y Distribuidora Runamarka, la misma que editaba el semanario Marka. Fue una experiencia singular, ya que se constituyó como una empresa de tres sectores bien definidos: el empresariado periodístico, el sindicato de trabajadores y los partidos políticos de izquierda.

El Diario de Marka, constituye algo más que la principal experiencia de prensa alternativa existente en el Perú. Es una empresa de toda la izquierda peruana, con sus partidos participando en el accionariado, en el Directorio, en la conducción política y en los errores y aciertos de su gobierno. Es decir, una experiencia sin precedentes y única en América Latina.
Ricardo Uceda

Su primer número fue lanzado el 12 de mayo de 1980, en formato tabloide. El contexto político era las postrimerías del gobierno militar de 1968-1980, en vísperas de las elecciones generales de 1980 que marcaban el retorno a la democracia. Para estas elecciones, la izquierda se presentó muy fragmentada; uno de los partidos de esta tendencia era la Unión Democrática Popular, de Carlos Malpica, que fue uno de los impulsores del diario.
Su primera plana directiva la integraron: Jorge Flores Lamas (director); Carlos Urrutia (subdirector); Francisco Landa (jefe de redacción) y Ricardo Uceda (jefe de informaciones).
Su finalidad era ser vocero del movimiento sindical y estudiantil, apostando por la unidad de los diversos grupos de la izquierda peruana. Colaboraron en sus páginas los más importantes analistas políticos afines a la izquierda o a posiciones denominadas progresistas.
El diario, impreso en papel de poca calidad y con mala tipografía, no tuvo en sus primeros meses más novedad que su postura política, hasta que a fines de 1980 entró a tallar como director el periodista Guillermo Thorndike, que apostó por el sensacionalismo. Ello levantó sus ventas, llegando a un tiraje diario de cien mil ejemplares. Noticias explotadas con esa tónica fueron la denuncia de un espionaje telefónico de parte de las fuerzas armadas, y el anuncio de la posibilidad de un inminente terremoto en Lima, según la predicción de un científico estadounidense, Brady. Tuvo así una importante difusión a nivel nacional, compitiendo con grandes diarios como El Comercio y La Prensa.
Otra cobertura importante que dio fue al inicio de la lucha armada de Sendero Luminoso y la masacre de Uchuraccay, del 26 de enero de 1983, en la que fueron asesinados ocho periodistas, entre ellos tres pertenecientes a la misma casa periodística: Pedro Sánchez, Eduardo de la Piniella y el corresponsal de Ayacucho, Félix Gavilán. Esta noticia acaparó la atención del país durante semanas.Marka se dedicó a denunciar los excesos que los militares cometían en la represión de las zonas convulsionadas por el accionar senderista, al principio circunscritas al departamento de Ayacucho. A la par, tomaría una posición ambigua con respecto a Sendero Luminoso. En las primeras acciones de Sendero Luminoso, el diario lanzaría la hipótesis de que era un grupo de derecha, luego, evitaría designar como "terroristas" a  los miembros de Sendero Luminoso prefiriendo ante ello el término "guerrillero". Además, calificaría a los miembros de Sendero Luminoso capturados como "presos políticos". Tras la captura del líder senderista Julio César Mezzich, el diario iniciaría una campaña a su favor que dejaría de lado tras el alza en las encuestas de Alfonso Barrantes, por entonces candidato a la presidencia por Izquierda Unida durante las elecciones de 1985. A partir de entonces, el diario calificaría de "terroristas" a los miembros de Sendero Luminoso.
Marka dio también espacio a una problemática social que hasta entonces ningún medio periodístico había enfocado: la situación de las comunidades andinas y amazónicas, los derechos de la mujer y del niño, y la incorporación de las lenguas originarias en el sistema educativo peruano.
Debido a discrepancias empresariales y conflictos internos, el diario dejó de circular en 1984.

### Suplemento:"El Caballo Rojo"
Marka contaba con un suplemento dominical de carácter cultural, «El Caballo Rojo», dirigido por el poeta Antonio Cisneros y que cubría información sobre literatura, pintura, cine y crítica en general.

## Colaboradores
- Javier Iguíñiz
- Henry Pease
- Sinesio López
- Marco Martos
- César Lévano
- Carlos Malpica
- Antonio Cisneros
- Enrique Bernales
- Juan Gargurevich
- Francisco Moncloa
- Carlos Iván Degregori
- Alberto Flores Galindo
- Juan Acevedo (caricaturista)

## Directores
- Jorge Flores Lamas (1980)
- Guillermo Thorndike (1980)
- Sinesio López (1981)
- José María Salcedo (1982)
- Comité directivo (1983): 
  - Marco Martos
  - Carlos Angulo
  - Hugo Wiener
- Ricardo Letts (1983)
- Sinesio López (1984)

## Controversias
A través de espacios cedidos, el diario se convirtió en portavoz de la organización terrorista peruana Movimiento Revolucionario Túpac Amaru (MRTA).

### El Nuevo Diario(1986)
En reemplazo de El Diario de Marka, y financiado a través de los ingresos obtenidos por un secuestro, surgió en 1986 El Nuevo Diario, dirigido por Carlos Angulo y que contaba con nuevos colaboradores. Se autodenominó «diario marxista», y se mostró más cercano a una ideología extremista de la izquierda. Pero no llegó a tener impacto y a los pocos meses dejó de circular.

### El Diario(1987-1992)
Tras el fracaso de El Nuevo Diario, se recompuso la empresa editora, que lanzó un nuevo periódico, El Diario, empleando logotipos y características gráficas de El Diario de Marka. Apareció en 1987, bajo el rótulo de «Una necesidad histórica al servicio del pueblo». Dirigido por Luis Arce Borja, se puso al servicio del grupo terrorista Sendero Luminoso y pasó a la clandestinidad. Lo único relevante de esta publicación fue la edición del 31 de julio de 1988, en la que apareció, con el hiperbólico anuncio de «El reportaje del siglo», una extensa entrevista al líder senderista Abimael Guzmán, entonces en la clandestinidad.